# الاتحاد العالمي للتايكوندو
الاتحاد العالمي للتايكوندو بالإنجليزية (World Taekwondo Federation) (WTF) إضافة إلى (الإتحاد الدولي للتايكواندو)
(ITF) هما أهم الإتحادات الدولية الكبرى المعترف بها عالمياً لرياضة التايكوندو. تأسس الاتحاد العالمي للتايكوندو في 28 ماي 1973 بدولة كوريا الجنوبية بمشاركة 200 منافس و19 دولة  كما يعتبر الاتحاد العالمي للتايكوندو الاتحاد الوحيد المعترف بعضويته الرسمية في اللجنة الأولمبية الدولية.